# Agnes Asche
Agnes Asche (geborene Lampe, verwitwete Bertram, geschiedene Jünemann; * 13. Dezember 1891 in Harsum; † 7. Januar 1966 in Langenhagen) war eine deutsche Sozialistin und Widerstandskämpferin gegen den Nationalsozialismus.

## Leben
Asche verlor ihren ersten Ehemann im Ersten Weltkrieg. In der Zeit von 1919 bis 1923 war sie im Reichsbund der Kriegsbeschädigten, Kriegsteilnehmer und Kriegerhinterbliebenen aktiv, zunächst ehrenamtlich, später dann als Referentin im Hauptversorgungsamt. Im Jahr 1924 trat sie der SPD bei, 1932 wechselte sie zur SAPD.
Mitte 1933 schloss sie sich dem kommunistisch-orientierten Komitee für Proletarische Einheit um Otto Brenner und Eduard Wald an, dessen Zeitung Klassenkampf sie illegal verteilte. Am 11. September 1934 wurde sie verhaftet und zur Untersuchungshaft in das hannoversche Gerichtsgefängnis verbracht. Im Juni 1935 wurde sie vom Oberlandesgericht Hamm zu drei Jahren Zuchthaus verurteilt, die sie im Zuchthaus Ziegenhain bei Kassel verbüßte. Nach ihrer Haftentlassung im September 1937 bestritt sie ihren Lebensunterhalt als Maschinenstrickerin. Ende 1943 heiratete sie Otto Asche.
Nach dem Krieg wieder Mitglied der SPD, wurde sie 1960 aus der Partei ausgeschlossen.

## Würdigungen
Seit 1990 ist ein in Hannover-Wettbergen angelegter Weg nach ihr benannt. 